# Чемпіон (фільм, 2010)
«Чемпіон» — кінофільм режисера Рендолла Воллеса, що вийшов на екрани в 2010 році.

## Зміст
Неймовірна історія про коня по кличці Секретаріат, який в 1973 році зміг зробити те, що нікому не вдавалося протягом 25 років - виграти підряд три найпрестижніших скачки з серії «Потрійна Корона».

## Ролі
| Актор            | Роль             |
| ---------------- | ---------------- |
| Дайан Лейн       | Пенні Ченері     |
| Джон Малкович    | Люсьєн Лорен     |
| Отто Торварт     | Рон Теркотт      |
| Марго Мартіндейл | Елізабет Хемм    |
| Аманда Мішалка   | Кейт Твіді       |
| Ділан Волш       | Джон Твіді       |
| Нелсан Елліс     | Едді Свіат       |
| Фред Томпсон     | Булл Хенкок      |
| Джеймс Кромвелл  | Огден Фіппс      |
| Скотт Гленн      | Крістофер Ченері |

## Знімальна група
- Режисер — Рендалл Уоллес
- Сценарист — Майк Річ, Вільям Нек
- Продюсер — Марк Кьярді, Гордон Грей, Білл Джонсон
- Композитор — Нік Гленні-Сміт

## У культурі
- У цьому фільмі мріє знятися головний герой мультсеріалу «Кінь БоДжек».